# 大野駅 (全北特別自治道)
大野駅（テヤえき）は、大韓民国全北特別自治道群山市にある韓国鉄道公社の駅である。
長項線および当駅を起点とする群山港線（貨物線）が接続している。

## 沿革
- 1912年
  - 3月12日：朝鮮総督府鉄道群山線の地境駅 (지경역) として開業。当時は簡易駅。
  - 10月1日：普通駅に昇格。
- 1953年6月1日：大野駅に改名。
- 1991年1月30日：駅舎改築。
- 2008年1月1日：長項線長項 - 当駅間が開業。群山線益山 - 当駅間が長項線に編入され、当駅 - 群山貨物間が群山貨物線となる。
- 2020年12月10日：群山港線開業、現在地に移転[1]。
- 2022年3月6日：群山貨物線廃止。

旧駅舎（2013年10月）
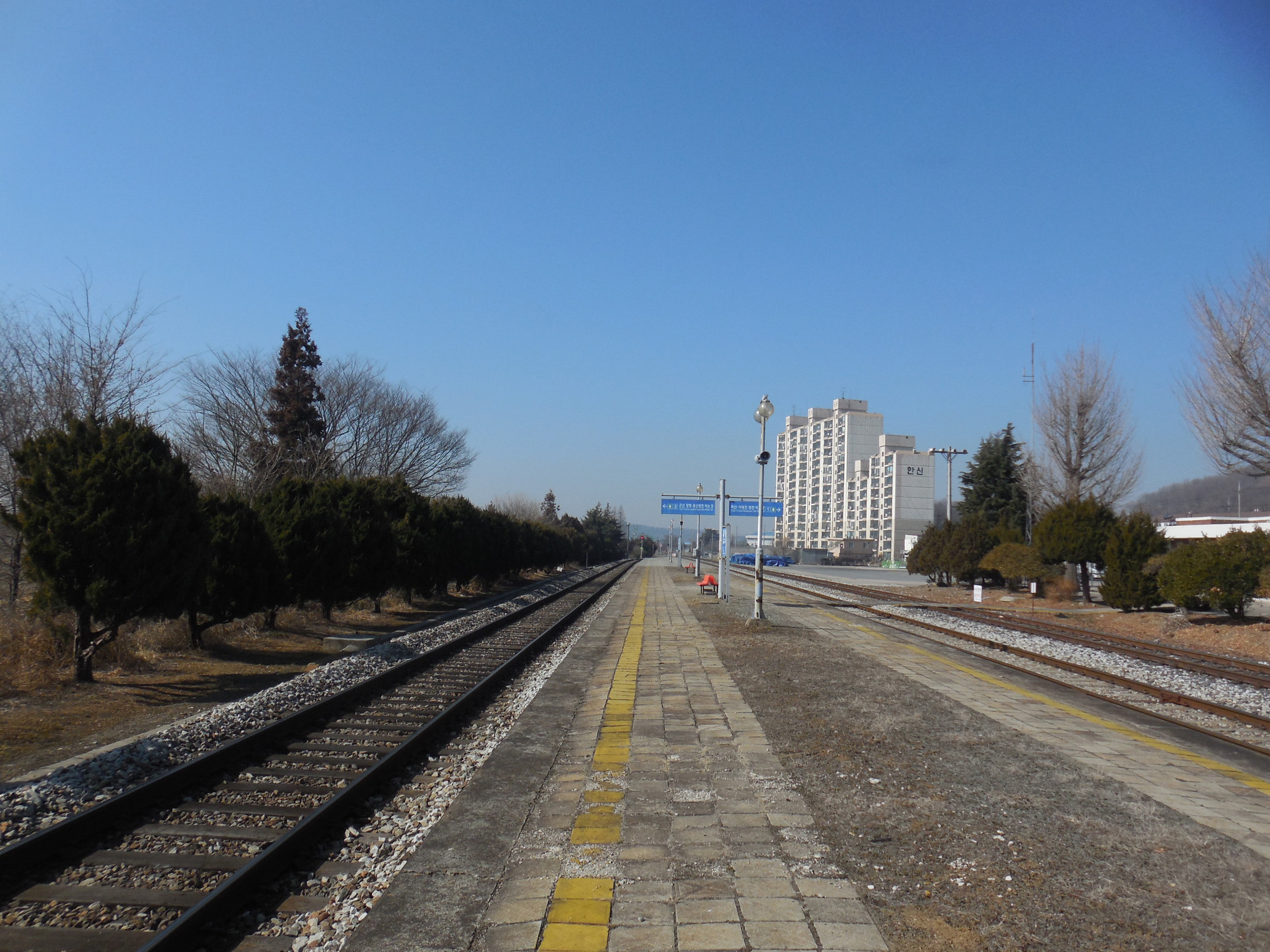
旧ホーム（2018年2月）

## 駅構造
単式ホーム・島式ホーム2面3線の地上駅。

## 駅周辺
- 韓国農漁村公社群山支社
- 群山警察署大野派出所
- 大野共用バスターミナル
- 大野面事務所
- 群山大野郵便局
- 群山南高等学校

## 隣の駅
韓国鉄道公社
長項線
群山駅 - 大野駅 - (木川信号所) - 益山駅
群山港線
大野駅 - （群山玉山信号場） - 群山港駅

### かつて存在した路線
韓国鉄道公社
群山貨物線
大野駅 - 開井駅